# 바이올린 소나타 6번 (베토벤)
《바이올린 소나타 6번 가장조 작품번호 30-1》은 루트비히 판 베토벤의 세 개의 바이올린 소나타, 작품 번호 30 세트 중 첫 번째 작품이다.

## 작곡
1801년에서 1802년에 걸쳐서 다른 두 바이올린 소나타(7번 다단조 작품 번호 30, 2와 8번 사장조 작품 번호 30, 3)와 함께 작곡되었다. 베토벤은 그의 청력 문제를 개선하기 위해 1802년 4월부터 10월까지 빈의 바로 외곽에 있는 오스트리아의 작은 마을 하일리겐슈타트에 머물렀는데, 3월과 5월 사이에 작품 번호 30의 대부분의 작업을 완료했다. 이것은 베토벤이 자신의 청력을 잃고 있다는 사실을 인정해야 했던 베토벤의 삶에서 충격적인 순간에 만든 작품 임을 뜻한다.

## 출판 및 헌정
1803년에 7번 다단조 작품 번호 30-1과 8번 사장조 작품 번호 30-3과 함께 Trois Sonates pour le piano-forte avec accompagnement de violon ("바이올린을 동반한 피아노포르테를 위한 세 개의 소나타")라는 제목으로 빈의 Kunst und Industrie-Comptoir ("예술과 산업 상점")를 통해 출판되었다. 헌정은 러시아 황제 알렉산드르 1세에게 이루어졌다.

## 음악
작품 번호 30은 베토벤이 작품 번호 30의 첫 번째에 만연해 있는 온건함의 매력으로부터 상상될 수 있는 만큼 멀리 떨어져 있는 작품, 강력한 영웅 교향곡을 스케치 하기 시작한 1802년부터 유래되고 있다. 그러나 두 작품은 오프닝 주제에서 작품 구성 과정에서의 공통적인 특징을 공유한다. 소나타에서는 피아노와 바이올린이 그 소재를 공유하는데, 피아노의 각 부분은 그 자체로 분리된 요소이다. 이것은 실제로 세 가닥의 멜로디 소재가 작품 안에서 서로 얽히고 한데 어우러져 일관성 있는 전체를 형성하고 있다는 것을 의미한다. 마찬가지로 영웅 교향곡에서도 첼로, 바이올린 및 관악기는 모두 복잡한 첫 번째 주제에 개별적인 멜로디 가닥을 제공한다. 매혹적으로 아름다운 느린 악장은 세도막 형식으로서 바깥 부분은 부점 리듬으로 구분되고 안쪽 부분은 반주에서 세 쌍의 잔 물결이 잔잔하게 물결 치는 방식으로 구분된다. 마지막 악장은 바이올린과 피아노가 교대로 주제의 멜로디 가닥을 선보이는 주제와 변주곡 세트이다.

## 반응
소나타 작품 번호 30, 1은 라이프치히의 Allgemeine Musikischen Zeitung ("일반음악신문')에서의 리뷰에서 일상적으로 언급되었다. 한 평론가는 "첫 번째 악장은 후기 작품에서 특히 접할 수 있는 아름다운 생각의 흐름은 아니다. 중간 악장은 우울한 성격을 지닌 그의 아름다운 아다지오 중 하나이며, 전적으로 베토벤의 최고에 합당할 수 있다. 반면에 최종 악장은 완전히 성공하지 못했다."라고 언급했다.
이러한 비판에 맞서 베토벤은 그의 출판인 호프 마이스터에게 die Leipziger Ochsen ("라이프 치히의 옥센")에 대한 글을 썼다: "그들이 말하는 것을 허락해야 합니다. 그들이 속삭인다고 해서 아무도 불멸을 만들지 않을 것이고 아무도 불멸을 받아들이지 않을 것이기 때문입니다."

## 악장 구성
세 개의 악장으로 구성되며 연주 시간은 약 21분 정도가 소요된다. 다음의 7번 및 8번과는 달리 잔잔함이 전 악장을 덮고 있다.

### 1악장. 알레그로 (가장조)
3/4 박자, 소나타 형식, 연주 시간은 6분 정도가 소요된다.
16분 음표가 붙은 특징적인 주제. 옥타브 주법과 제주가 많은 알레그로 악장으로서 차분한 연주가 적절하다.

### 2악장. 아다지오 몰토 에스프레시보 (라장조)
2/4 박자, 단순 론도 형식, 연주 시간은 7분 정도가 소요된다.
바이올린이 부점 리듬에 의해 봄바람의 화창한 모양의 분위기를 낸다. 주제는 바이올린으로 도입되며 "A-A-G-Fis-Fis-Fis-Fis-Fis-Fis-Fis"의 단순한 것이다. 악장 전체의 구조는 A-B-A-C-A 의 다섯도막 형식에 종결구를 부가한 것이다. 중간부는 짧지만 같은 주조(라단조)로 바뀌어 단조롭지 않다.

### 3악장. 알레그레토 콘 바리아지오니 (가장조)
2/2 박자, 변주곡 형식, 연주 시간은 8분 정도이다.
주제와 그에 따른 여섯 개의 변주로 구성된 변주곡으로, 크게 보았을 때 장식변주곡에 해당한다. 바이올린의 "E - A - Cis - Ais - H - H - A - Gis - Fis - Gis - A"의 주제를 피아노 알베르티 베이스가 지원하며, 변주곡의 주제는 구조적으로 A-A'-B-B' 의 구성으로, 각 부분은 여덟마디씩 총 서른두마디인 단순 두도막 형식을 갖는다. A 부분과 B 부분은 바이올린이 주된 선율을 담당하고, A'와 B'는 역할을 바꾸어 피아노가 주된 선율을 연주, 두 악기가 여덟마디씩 교대되는 양상을 보인다.
원래 이 최종 악장은 크로이처 소나타의 그 것, 타란텔라가 될 예정이었다.

## 같이 보기
- 베토벤의 바이올린 소나타
- 바이올린 소나타 6-8번, 작품 번호 30 (베토벤)
- 바이올린 소나타 7번 (베토벤)
- 바이올린 소나타 8번 (베토벤)

## 참고 문헌
- CD 박스 세트 베토벤, 슈만, 브람스-바이올린 소나타와 함께 제공되는 소책자. 도이치 그라모폰 프로덕션 (유니버설), 2003.
- Harenberg 문화 가이드 실내악. Brockhaus, Mannheim 2008, ISBN 978-3-411-07093-0
- Jürgen Heidrich : 바이올린 소나타에서 : 베토벤 설명서. Bärenreiter, Kassel 2009, ISBN 978-3476021533. 466-475 쪽.
- “바이올린과 피아노를 위한 소나타 6번 설명”. 《Allmusic》 (영어). 2020년 12월 27일에 확인함.